# مناره‌های غزنی
مناره‌های غزنین دو برج مناره‌ای تزئین شده در مرکز افغانستان است که در میانهٔ سدهٔ دوازده میلادی ساخته شدند و تنها یادگارهای به جای مانده از بهرام‌شاه‌اند. این دو مناره ۶۰۰ متر از یکدیگر فاصله دارند و در فضایی باز در شرق غزنی جای دارند.
هر دو مناره، ۲۰ متر بلندی دارند و از آجر پخته ساخته شده‌اند. سطح این دو برج با الگوهای هندسی منظم تزئین شده و آیه‌های قرآن با موزائیک‌های تراکوتا روی آن نوشته شده‌است. در دههٔ ۱۹۶۰ در دورهٔ کوتاهی تلاش شد تا از این برج‌ها نگهداری شود و بر روی سقف آن‌ها ورق‌های فلزی قرار داده شد.

## پیشینه
مناره‌های سدهٔ ۱۲ میلادی غزنی، شناخته شده‌ترین بناهای تاریخی شهر غزنی و از جمله یادگارهای حکومت غزنویان هستند. نام سازندهٔ هر یک از مناره‌ها، بر روی آن‌ها گذاشته شده‌است که عبارت‌اند از منارهٔ مسعود سوم (۱۰۹۹ تا ۱۱۱۵ میلادی) و منارهٔ بهرام‌شاه (۱۱۱۸ تا ۱۱۵۷ میلادی). کاخ مسعود سوم در نزدیکی برج‌ها بنا شده بود.
مناره‌ها بلندی بیشتری داشتند اما در گذر زمان بخش بالایی آن‌ها آسیب دید و تخریب شد. بخشی از منارهٔ مسعود سوم در اثر زمین‌لرزه در ۱۹۰۲ آسیب دید. در نقاشی‌های به جای مانده از پیش از زمین‌لرزهٔ ۱۹۰۲، این مطلب به خوبی روشن است.

## مشکلات
از مناره‌های غزنی به خوبی نگهداری نمی‌شود و هر دو برج در خطر بلایای طبیعی و ناپایداری‌های سیاسی افغانستان‌اند. هیچ پایگاه امنیتی برای نگهداری از برج‌ها در محل مستقر نیست و آن‌ها نیاز به تعمیر سقف برای جلوگیری از نفوذ آب دارند.
الگوی تزئینی روی دیوارهٔ برج‌ها دارای جزئیات فراوان و پیچیده‌است به همراه آیات قرآن که روی آن‌ها کار شده و همه به سرعت در حال خرابی در اثر برف و باران‌اند. همچنین سیل و آبگرفتگی‌های دوره‌ای که در منطقه روی می‌دهد به سرعتِ خرابی این برج‌ها افزوده‌است.